# Lex Poetelia Papiria de nexis
De lex Poetelia Papiria de nexis (326 v.Chr.), genoemd naar de consules Gaius Poetelius Libo Visolus en Lucius Papirius Cursor, schafte het gebruik van het nexum ("band") af. Het ging om een geldlening per aes et libram. Een zeer oude en formele verbintenis (obligatio verbis) ten overstaande van vijf getuigen en een libripens ("weegschaaldrager"), waarbij de crediteur aes rude ("ruw koper") afweegt en aan de debiteur overhandigt. Hierdoor ontstaat een zelfverpanding, waarbij de crediteur door manus iniecto ("handlegging op") voor de praetor de hand kon leggen op de debiteur.

Oorspronkelijk mocht de crediteur doden of eventueel verkopen trans Tiberim ("over de Tiber": men mocht immers een vrije Romein niet verkopen in Rome, maar over de Tiber was lange tijd Etruskisch gebied), tenzij hij door anderen werd vrijgekocht. Later moest de debiteur werken voor de crediteur voor schulden.

Dit alles werd afgeschaft door de lex Poetelia Papiria de nexis, waardoor men voortaan niet meer de hand kon leggen op de schuldenaar. Hierdoor werden een hele hoop arme Romeinen bevrijd van de schuldslavernij waarin ze beland waren.

## Antieke bronnen
- Livius, Ab Urbe Condita VIII 28.
- Varro, De Lingua Latina VII.